# Xian de Jiulong
Pour les articles homonymes, voir Jiulong.
Le xian de Jiulong (九龙县 ; pinyin : Jiǔlóng Xiàn) est un district administratif de la province du Sichuan en Chine. Il est placé sous la juridiction de la préfecture autonome tibétaine de Garzê.

## Démographie
La population du district était de 49 294 habitants en 1999.